# 다노군

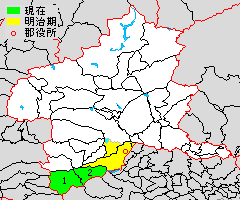
다노 군의 위치

다노군(일본어: 多野郡, たのぐん)은 일본 군마현에 있는 군이다.
인구 2,378명, 면적 296.45km², 인구밀도 8.02명/km².(2025년 3월 1일, 추계인구)
이하 1정 1촌으로 설치되어 있다.
- 간나정(神流町)
- 우에노촌(上野村)

## 군역
1896년 발족 당시의 군역은 위의 1정 1촌 이외에 현재의 행정 구역 상 아래 지역에 해당한다.
- 다카사키시(일부)
- 후지오카시

## 역사

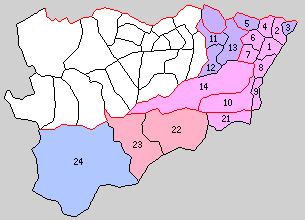
1.후지오카정 2.간나촌 3.신정 4.오노촌 5.야와타촌 6.미도리촌 7.히라이촌 8.미쿠리촌 9.오니시정 10.산바가와촌 11.요시이정 12.다고촌 13.이리노촌 14.히노촌 21.미하라촌 22.가미카와촌 23.나카자토촌 24.우에노촌 (보라:다카사키시 분홍:후지오카시 빨강:간나정 파랑:우에노촌)

- 1896년 4월 1일 - 군제 시행에 따라 다고군·미도노군·미나미칸라군의 구역으로 다노군이 발족.(4정 14촌)
  - 구 다고군(1정 3촌) - 요시이정(吉井町), 다고촌(多胡村), 이리노촌(入野村)(현 다카사키시), 히노촌(日野村)(현 후지오카시)
  - 구 미도노군(3정 7촌) - 후지오카정(藤岡町), 간나촌(神流村)(현 후지오카시), 신정(新町)(현 다카사키시), 오노촌(小野村)(현 후지오카시,) 야와타촌(八幡村)(현 다카사키시), 미도리촌(美土里村), 히라이촌(平井村), 미쿠리촌(美九里村), 오니시정(鬼石町), 산바가와촌(三波川村)(현 후지오카시)
  - 구 미나미칸라군(4촌) - 미하라촌(美原村)(현 후지오카시), 가미카와촌(神川村), 나카자토촌(中里村)(현 간나정), 우에노촌(上野村)(현 우에노촌)
- 1926년 4월 1일 - 가미카와촌이 정제 시행과 개칭으로 만바정(万場町)이 됨.(5정 13촌)
- 1954년
  - 4월 1일 - 후지오카정·간나촌·오노촌·미도리촌·미쿠리촌이 합병하여 후지오카시(藤岡市)가 발족, 군에서 이탈.(4정 9촌)
  - 10월 1일 - 오니시정·산바가와촌·미하라촌이 합병하여, 새로이 오니시정이 발족.(4정 7촌)
- 1955년
  - 1월 15일 - 요시이정·다고촌·이리노촌이 간라군 이와다이라촌과 합병하여, 새로이 요시이정이 발족.(4정 5촌)
  - 3월 1일 - 히라이촌·히노촌이 후지오카시에 편입.(4정 3촌)
- 1956년 9월 30일 - 야와타촌이 다카사키시에 편입.(4정 2촌)
- 2003년 4월 1일 - 만바정·나카자토촌이 합병하여 간나정(神流町)이 발족.(4정 1촌)
- 2006년
  - 1월 1일 - 오니시정이 후지오카시에 편입.(3정 1촌)
  - 1월 23일 - 신정이 다카사키시에 편입.(2정 1촌)
- 2009년 6월 1일 - 요시이정이 다카사키시에 편입.(1정 1촌)